# Frösnäppor
Frösnäppor (Thinocoridae) är en familj med små flocklevande vadare som har anpassat sig till en växtdiet i Sydamerika, i områdena kring Anderna och Patagonien.

## Systematik
Familjen är uppdelad på två släkten, Attagis och Thinocorus, som båda omfattar två arter. DNA-studier visar att familjens närmaste släkting inom ordningen vadarfåglar är den australiska stäpplöparen (Pedionomidae). Nära släkt är också jassanorna (Jacanidae) och rallbeckasiner (Rostratulidae). Stäpplöparens födoekologi är mycket lik men däremot är deras häckningsbiologi markant olik. 

### Arter
- Släkte Attagis
  - Rostbukig frösnäppa (Attagis gayi)
  - Vitbukig frösnäppa (Attagis malouinus)
- Släkte Thinocorus
  - Gråbröstad frösnäppa (Thinocorus orbignyanus)
  - Mindre frösnäppa (Thinocorus rumicivorus)

## Utseende
Till utseende påminner de om ripor, vaktlar och flyghöns, men med långa vingar. Frösnäpporna i släktet Thinocorus är mindre i storlek, i spannet mellan sparv och beckasin, medan arterna i släktet Attagis är stora som fjällripor. De har korta ben med långa tår och kort stjärt. Deras fjäderdräkt är generellt vattrade så att de är väl dolda i sin omgivning. Det förekommer en viss könsdimorfism i fjäderdräkten inom släktet Thinocorus, där hanarna har grå ansikte, nacke och bröst.

## Biotop, häckning och föda
Frösnäppor förekommer i olika karga områden, som olika former av gräsmarker, stäpp, halvöken och alpina områden. Utbredningsområdet för rostbukig frösnäppa sträcker sig ända upp till snögränsen på 5500 meter. 
De lägger 2–3 ägg direkt på marken i en grund uppskrapad grop.
Familjenamnet är något missvisande då deras huvudföda inte alls utgörs av frön.